# Torņakalns
Torņakalns er en af Rigas 47 bydele (lettisk: apkaime, sing.) beliggende i Pārdaugava. Torņakalns har 7.721 indbyggere og dets areal udgør 321 hektar, hvilket giver en befolkningstæthed på 24 indbyggere per hektar.

## Eksterne kildehenvisninger
- Apkaimes – Rigas bydelsprojekt